# Pteris austrosinica
Pteris austrosinica là một loài thực vật có mạch trong họ Pteridaceae. Loài này được (Ching) Ching miêu tả khoa học đầu tiên năm 1965.